# Бритово (Московская область)
Бри́тово — деревня в Раменском муниципальном районе Московской области. Входит в состав сельского поселения Софьинское. Население — 171 чел. (2010).

## Название
В XIX веке упоминается как Бритовка. Название связано с некалендарным личным именем Бритый.

## География
Деревня Бритово расположена в западной части Раменского района, примерно в 9 км к юго-западу от города Раменское. Высота над уровнем моря 140 м. В 2,5 км к востоку от деревни протекает река Москва. В деревне 3 улицы — Лесная, Надежны и Свободы; приписано 2 СНТ — Ветеран-4К и Луч. Ближайший населённый пункт — деревня Холуденево.

## История
В 1926 году деревня являлась центром Бритовского сельсовета Велинской волости Бронницкого уезда Московской губернии.
С 1929 года — населённый пункт в составе Раменского района Московского округа Московской области.
До муниципальной реформы 2006 года деревня входила в состав Тимонинского сельского округа Раменского района.

## Население
| 1926 | 2002 | 2010 |
| ---- | ---- | ---- |
| 344  | ↘37  | ↗171 |

В 1926 году в деревне проживало 344 человека (151 мужчина, 193 женщины), насчитывалось 77 хозяйств, из которых 76 было крестьянских. По переписи 2002 года — 37 человек (10 мужчин, 27 женщин).